# Гири, Стивен

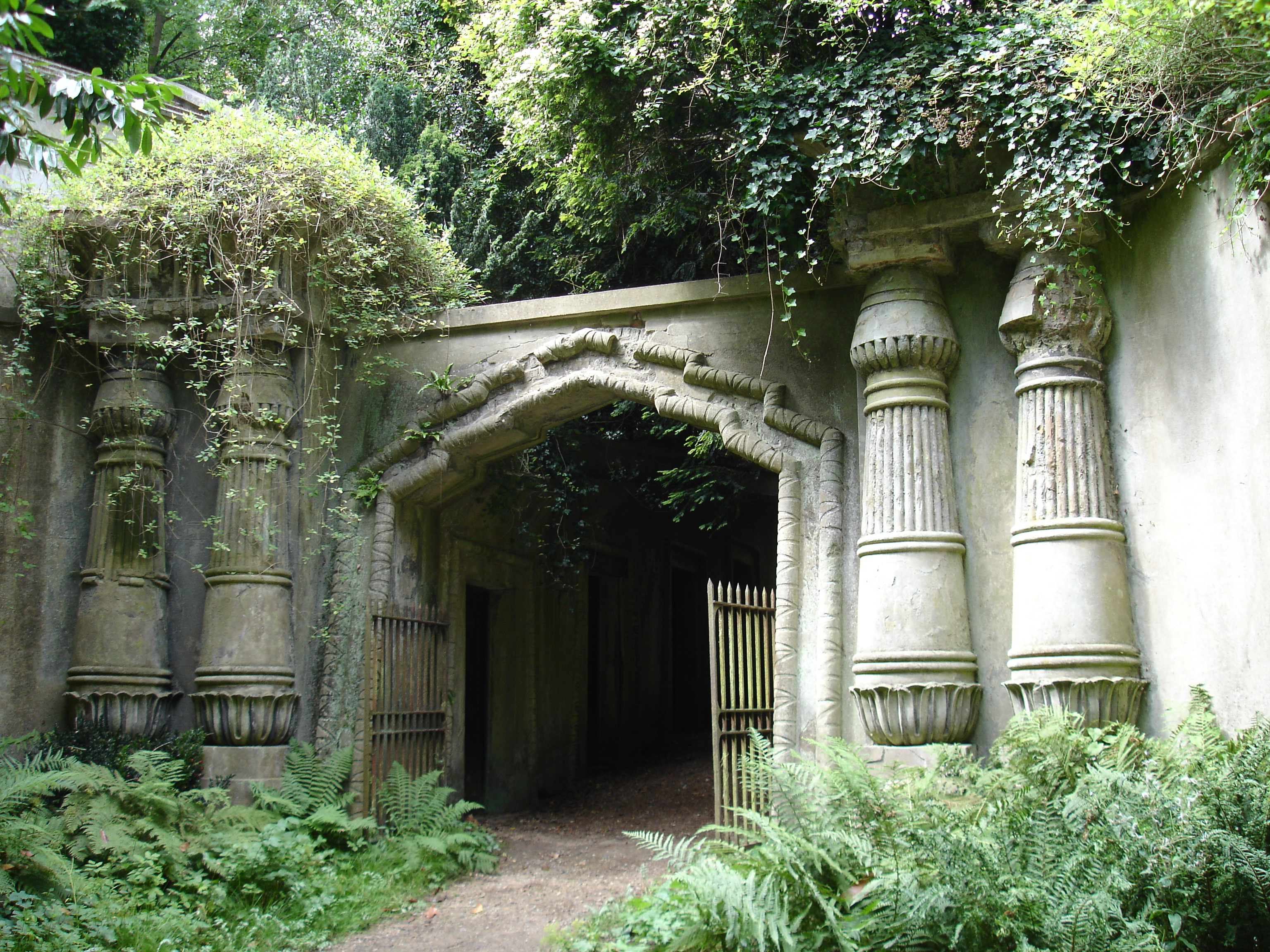
Вход на Египетскую улицу, Западное кладбище

Стивен Гири (англ. Stephen Geary; 1797 — 28 августа 1854) — английский архитектор и предприниматель.
Из его работ наиболее известно Хайгейтское кладбище, открывшееся в 1839 году, где он спроектировал Египетскую улицу и Готические катакомбы. Он одновременно выступил в качестве учредителя общества по содержанию кладбища. Помимо этого он также спроектировал школу университета Святого Панкратия в Кингс Кросе Лондон.